# سرود ملی موریس
میهن (انگلیسی: Motherland) نام سرود ملی کشور جزیره‌ای موریس است. موسیقی این سرود ساخته فیلیپ جنتیل و متن آن سروده ژان ژرژ پراسپر (شاعر موریسی زاده در سال ۱۹۳۳) است. این سرود متنی کوتاه دارد و طبیعت دل‌نواز جزیره موریس و صلح و عدالت و آزادی مردم آن را توصیف می‌کند.

## متن
| متن انگلیسی Glory to thee, Motherland, O motherland of mine. Sweet is thy beauty, Sweet is thy fragrance, Around thee we gather As one people, As one nation, In peace, justice and liberty. Beloved country, may God bless thee For ever and ever. | برگردان فارسی شکوه بر تو باد ای میهن ای میهن من زیبایی‌ات شیرین است رایحه‌ات پرحلاوت پیرامون تو گرد هم می‌آییم بسان یک مردم، بسان یک ملت، در آشتی، دادورزی و آزادی ای کشور گرامی، دست ایزد به همراهت، برای همیشه و همیشه. |